# شهرستان بی (فلوریدا)
شهرستان بی، فلوریدا (به انگلیسی: Bay County, Florida) یک سکونتگاه مسکونی در ایالات متحده آمریکا است که در فلوریدا واقع شده‌است.

## خصوصیات
شهرستان بی ۲٬۶۷۵٫۴۷ کیلومترمربع مساحت دارد.